# Гайса, Игнисиус
Игнисиус Гайса (англ. Ignisious Gaisah; род. 20 июля 1983) — нидерландский легкоатлет, который специализируется в прыжках в длину. Бронзовый призёр всемирного легкоатлетического финала 2003 года. Чемпион Всеафриканских игр 2003 года. На Олимпийских играх 2004 года занял 6-е место. Победитель всемирного легкоатлетического финала 2004 года. Чемпион Африки 2006 года. Победитель мирового первенства в помещении 2006 года. Бронзовый призёр игр Содружества 2010 года. С 2001 года живёт и тренируется в Нидерландах. На Олимпиаде в Лондоне не смог выйти в финал. Серебряный призёр соревнований World Challenge Beijing 2013 года с результатом 8,13 м. Серебряный призёр чемпионата мира 2013 года с национальным рекордом — 8,29 .
Личный рекорд в прыжке в длину — 8,43 м.
Родился в Гане, с 2002 года живёт в Нидерландах. 12 июня 2013 года получил нидерландское гражданство.

## Сезон 2014
6 февраля занял 6-е место на соревнованиях XL Galan — 7,90 м. 8 июня занял 3-е место на мемориале памяти Фанни Бланкерс-Кун с результатом 8,09 м.
13 сентября стал победителем Континентального кубка IAAF с результатом 8,11 м.

## Бриллиантовая лига
- 2014:  Qatar Athletic Super Grand Prix — 8,01 м
- 2014:  DN Galan — 8,04 м